# Jodel DR 100
Die Jodel DR 100 ist eine Leichtflugzeugfamilie der französischen Flugzeugkonstrukteure Jean Délémontez und Pierre Robin. Obwohl sie aufgrund ihrer Abstammung von der Jodel D11 und der nie fertiggestellten Jodel D10 offiziell als Jodel bezeichnet wird, wurde sie nie von Avions Jodel hergestellt. Sie wurde vielmehr von Centre Est Aéronautique (CEA, Vorgänger von Avions Robin) und der Société Aéronautique Normande (SAN) produziert. Weitere Exemplare wurden als Amateurbauten realisiert.

## Geschichte

### Jodel-Robin
Ende der 1940er Jahre begann Jean Délémontez mit der Konstruktion des Dreisitzers D10. Er hatte bereits mit dem Bau der Tragflächen begonnen, als er das Projekt 1949 zugunsten der zweisitzigen D11 auf Eis legte. 1956 trat Pierre Robin an ihn heran: Er hatte zuvor bereits zwei Exemplare der D11 (eine D112 und eine D119) gebaut und wollte nun eine dreisitzige Variante der D119 bauen, um seine Frau und seinen Sohn darin mitnehmen zu können. Daraufhin erzählte ihm Délémontez von der D10 und bot ihm die nicht verwendeten Tragflächen zum Materialwert an. Robin entfernte die Landeklappen und kombinierte den Flügel mit einem um 38 cm verlängerten D11-Rumpf und einem 90 PS starken Continental/Rolls-Royce-Motor. Das Ergebnis – schlicht Jodel-Robin genannt und mit dem Kennzeichen F-PIER versehen – startete im Frühjahr 1957 zu seinem Jungfernflug.

### Beginn der Serienproduktion
Nachdem die mit einem Certificat de navigabilité restreint d’aéronef (CNRA) als Amateurbau zugelassene Robin-Jodel für gut befunden wurde, beschloss man, mit der Serienproduktion zu beginnen. Dazu gründete Robin im Oktober 1957 gemeinsam mit Alain Cheftel die Firma Centre Est Aéronautique. Die Jodel-Robin war aus verschiedenen Gründen nicht für einen gewerblichen Bau zertifizierbar. Um das kommerzielle Lufttüchtigkeitszertifikat Certificat de navigabilité (CDN) erhalten zu können, mussten daher die Berechnungen überprüft und ein neuer Prototyp konstruiert werden. Dieser absolvierte unter dem Kennzeichen F-WIFR am 14. Juli 1958 seinen Erstflug. Das Flugzeug wurde fortan als DR 100 bezeichnet, wobei D für Délémontez und R für Robin steht. Knapp ein Jahr später, am 10. Juli 1959 erhielt es sein CDN.

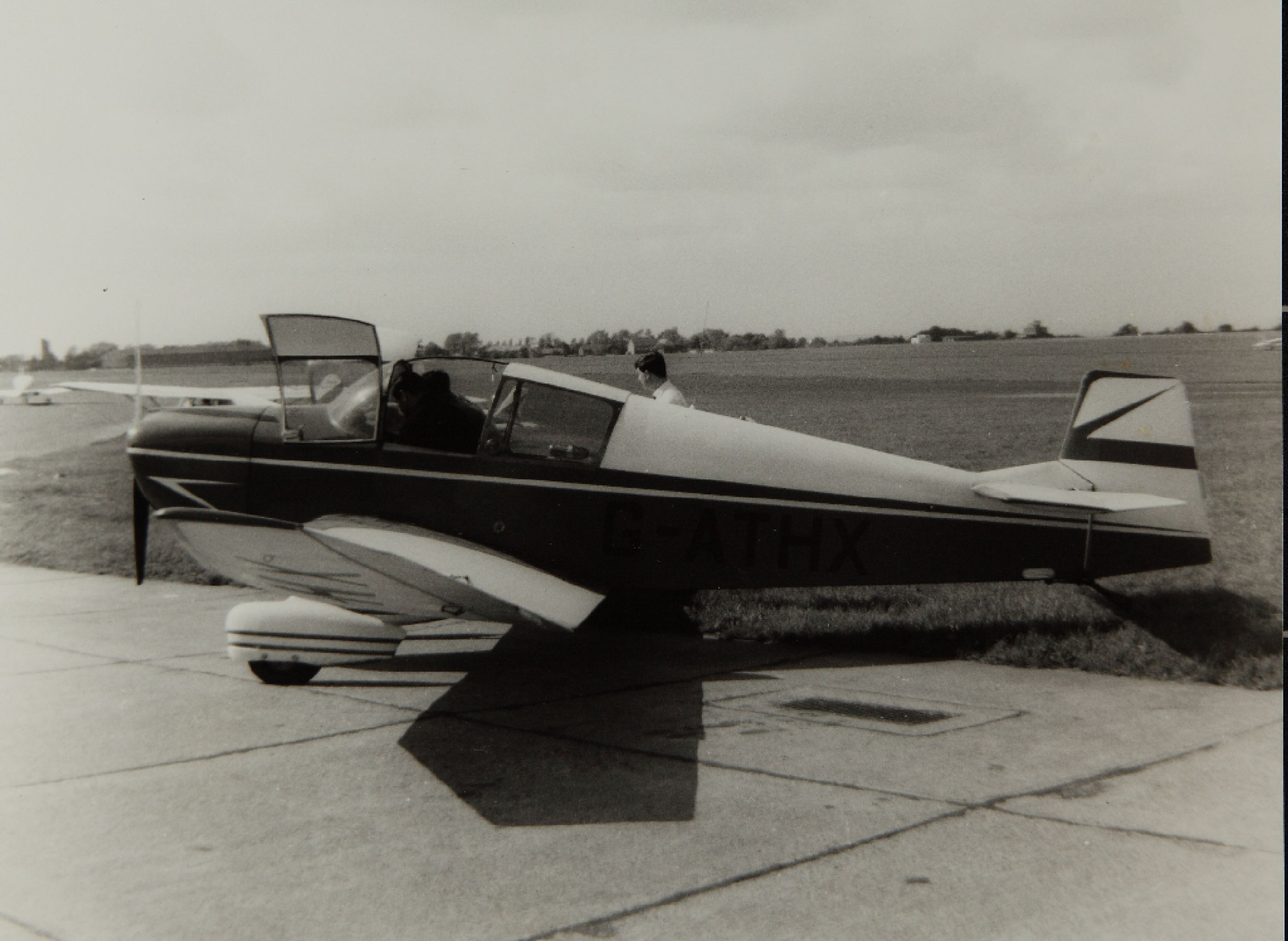
Eine von SAN gebaute DR 100A.

CEA kaufte ein Stück Land am Flugplatz Dijon-Darois und errichtete dort einen kleinen Hangar, um dort Flugzeuge zu bauen. Während die Holzarbeiten vor Ort durchgeführt wurden, kamen die wenigen Metallteile von Jodel und anderen externen Firmen. So wurden zunächst 10 Exemplare des Vorserienmodells DR 100A gebaut. Auf Anfrage Robins baute SAN ebenfalls mehrere Exemplare, bis am 7. November 1959 ein Feuer im Werk großen Schaden anrichtete.

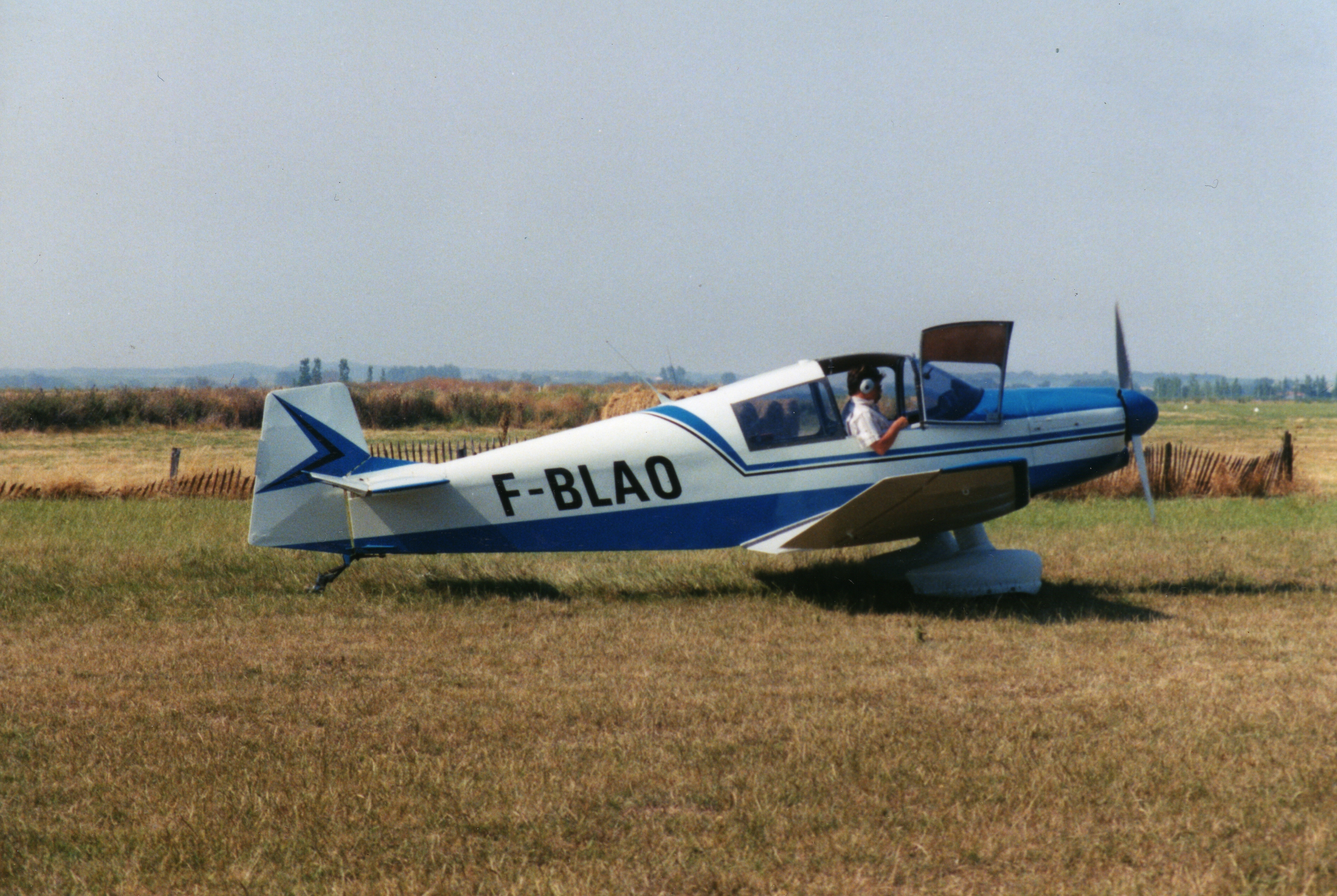
Eine DR 1051.

Es folgten die Versionen DR 105 und DR 105A mit stärkerem Continental O-200-Motor (100 PS), die erstmals den Namenszusatz Ambassadeur („Botschafter“) trugen. Diese wurden bald darauf durch die DR 1050 abgelöst und die Modellpalette um die mit einem 105 PS starken Potez 4E20 ausgestattete DR 1051 ergänzt. Parallel von CEA und SAN gefertigt, verkaufte sich die Ambassadeur gut und fand auch Anklang bei der Fachpresse:

“If you want to enjoy your flying with your wife and children, tour for five hours or so at 4 3/4 gal/hr in a heated cockpit, or go off and do aerobatics by yourself, it is hard to imagine an aeroplane in which you could do it more cheaply and comfortably.”

„Wenn du es genießen möchtest, mit deiner Frau und deinen Kindern zu fliegen, wenn du fünf Stunden bei 21 L/h in einem beheizten Cockpit touren oder einfach mal ein bisschen Kunstflug machen willst, dann ist es schwer, sich ein Flugzeug vorzustellen, mit dem du das preiswerter und komfortabler könntest.“

### Weitere Entwicklung und sportliche Erfolge

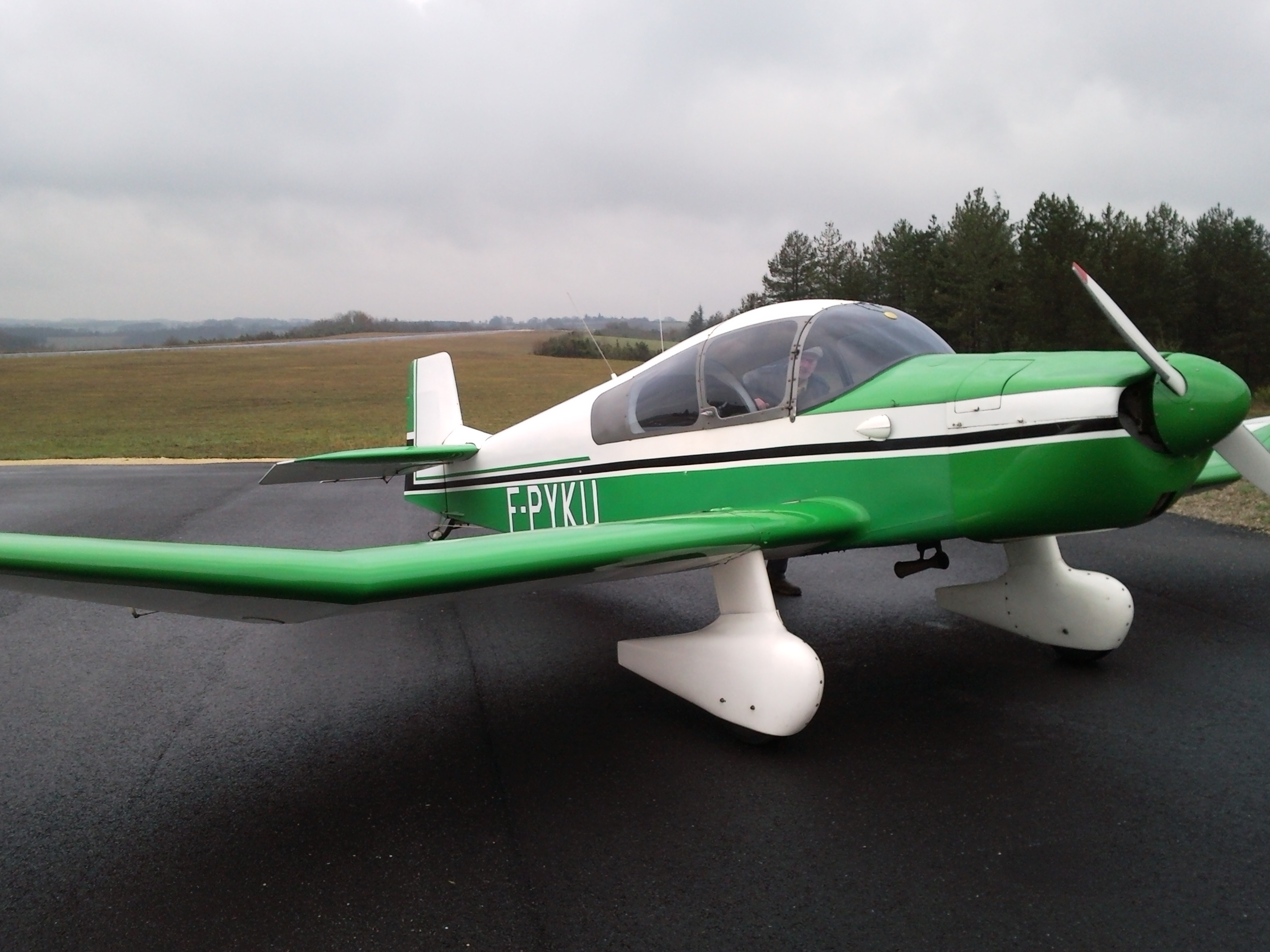
Eine Sicile

Ende Mai 1961 startete Pierre Robin mit einer DR 1051 (Seriennummer 25) zu einem international besetzten Luftrennen um die Insel Sizilien. Mit einer Durchschnittsgeschwindigkeit von 228,8 km/h belegte er den zweiten Platz hinter einer Piper Tri-Pacer und vor einer Cessna 210. Auch im darauffolgenden Jahr belegte er den zweiten Platz. Er hatte dazu einige Modifikationen an seiner Ambassadeur vorgenommen, die in die CEA-Serienproduktion einflossen. Die dort hergestellten DR 1050 und DR 1051 trugen daher von nun an den Beinamen Sicile. Bereits im Jahre 1963 wurden von den ersten zehn Plätzen bei der Sizilien-Rallye sieben von der neuen Sicile belegt – der erste Platz ging an Pierre Robin.

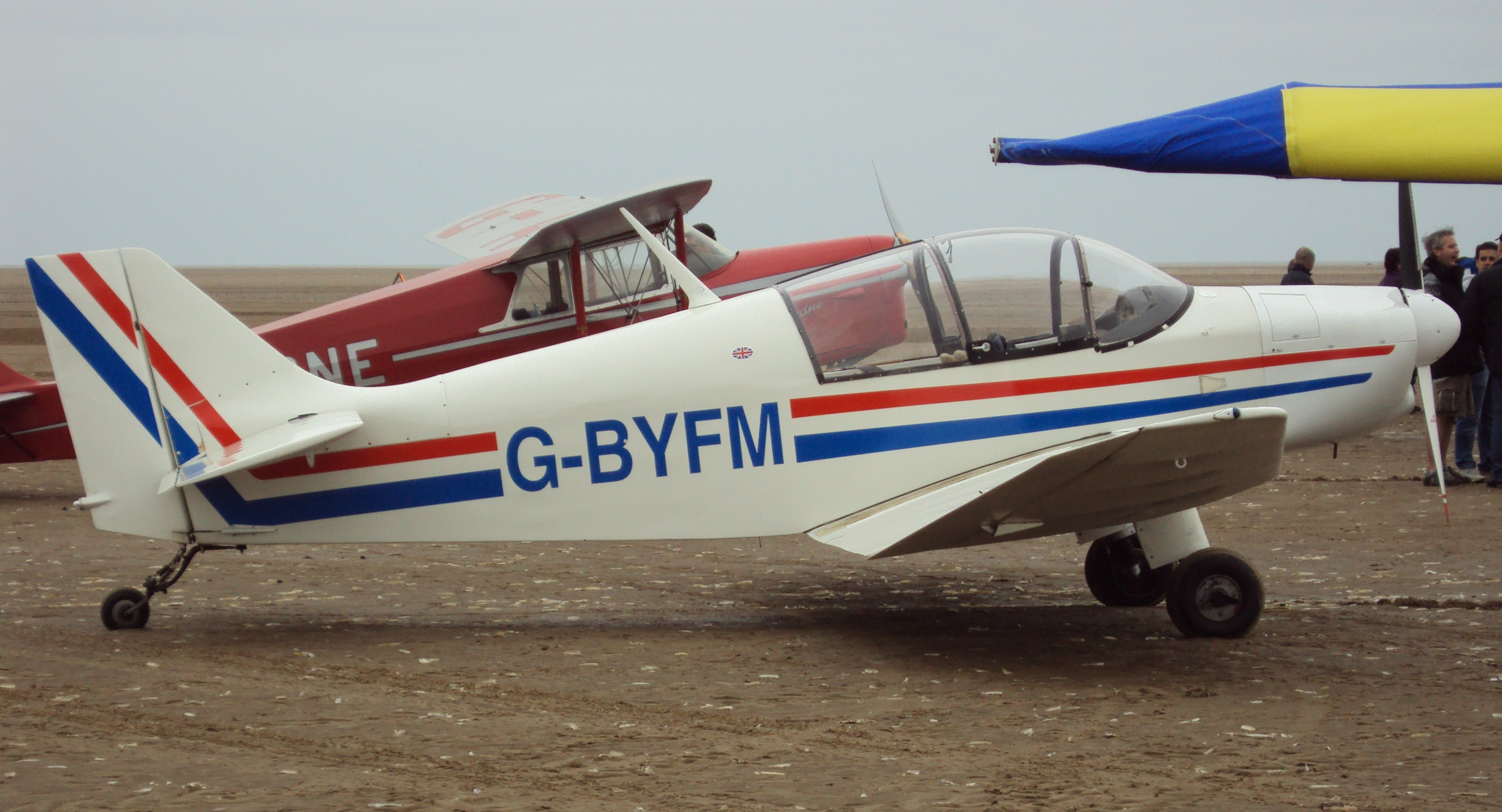
Nachbau einer Sicile-Record

Im März 1964 folgte der Erstflug der SAN-Version Excellence, die den Schwanz der ebenfalls bei SAN produzierten Jodel D150 erhielt. Bereits im Mai desselben Jahres brachte auch CEA mit der Sicile-Record ebenfalls eine verbesserte Version mit Pendel-Höhenruder in die Luft. Bei der Sizilien-Rallye 1964 dominierte erneut die DR-100-Familie: Robin selbst belegte in seiner Sicile-Record ein weiteres Mal Platz 1, gefolgt von einer Super-Fachiro und einer Twin Comanche. Die restlichen Plätze der Top 10 wurden ausnahmslos von DR 100 belegt, erst auf Platz 13 folgte das erste Nicht-Jodel-Flugzeug.
Noch im Jahre 1964 entschied Robin, die Sicile-Record zu einem vollwertigen Viersitzer weiterzuentwickeln. So entstand die DR-200-Familie, deren Prototyp schon im November desselben Jahres zu seinem Erstflug startete.

## Konstruktion
Die Grundkonstruktion der DR-100-Familie ist bei allen Versionen identisch: Es handelt sich um einen in reiner Holzbauweise ausgeführten Tiefdecker mit Spornradfahrwerk. Die charakteristischen, am äußeren Ende nach oben abgeknickten Tragflächen wurden von der Jodel D10 übernommen und werden mit geringfügigen Änderungen noch bei der heutigen DR 400 verwendet. Einige Exemplare erhielten Bremsklappen, Wölbklappen wurden nur bei der Excellence serienmäßig verbaut.
Die Radbremsen wurden anfangs per Seilzug betätigt, mit der Ambassadeur wurden hydraulische Bremsen eingeführt. Ab der Sicile wurden aerodynamisch verbesserte Radverkleidungen eingesetzt.

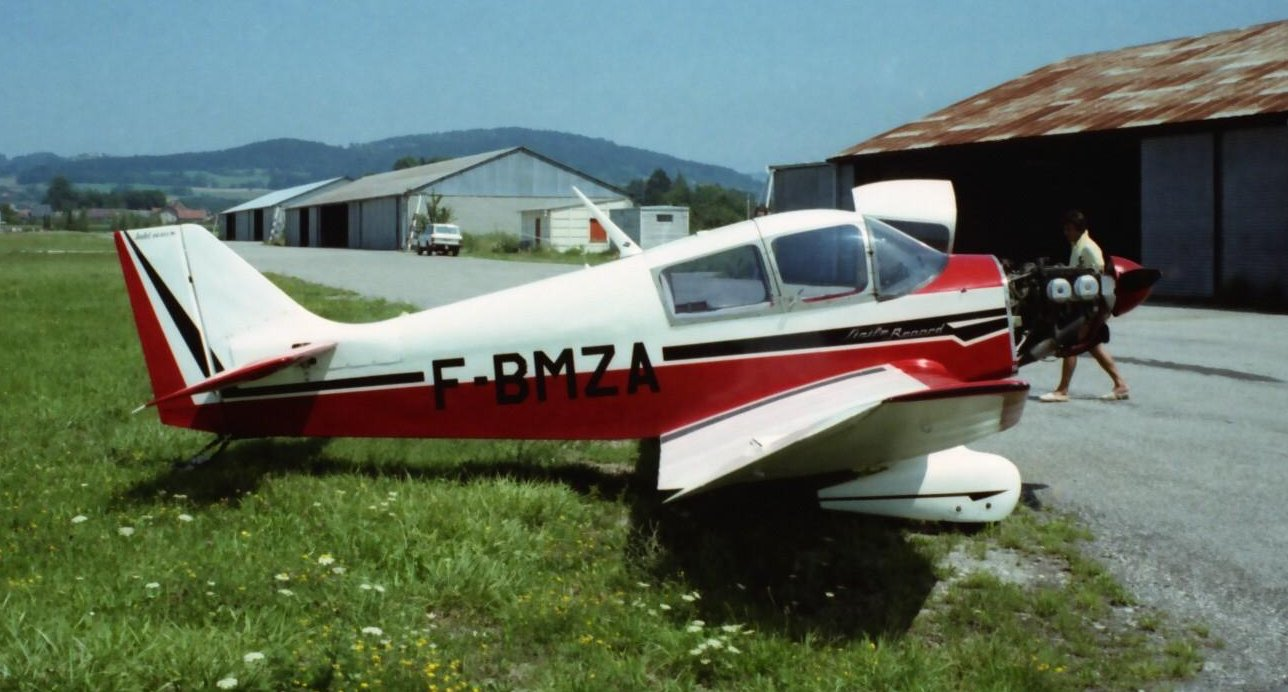
Eine Sicile-Record mit demontierter Cowling. Das Bild zeigt das Pendel-Höhenruder, den abgerundeten Rumpf-Leitwerk-Übergang und die verbesserte Radverkleidung.

Das Seitenleitwerk der früheren Versionen entspricht dem der D11: Es besteht aus einem großen, fast rechteckigen Seitenruder ohne nennenswerte Dämpfungsflosse. Bei der Excellence, die von SAN den Schwanz der D150 bekam, befindet sich an dessen Stelle ein kleineres Ruder mit nach hinten angeschrägter Seitenflosse. Ähnliches gilt für die Sicile-Record, bei der der Übergang zwischen Rumpf und Seitenflosse jedoch zusätzlich deutlich abgerundet wurde. Bei Excellence und Sicile-Record wurde außerdem das Konventionelle Höhenleitwerk der D11 durch ein Pendelruder ersetzt und die alphanumerische Bezeichnung um ein M für monobloc erweitert.
Als Triebwerk kamen in der Serienfertigung der 100 PS starke Continental O-200A und der 105 PS starke Potez 4E20 (1051-Versionen) zum Einsatz. Insbesondere bei den Eigenbauten wurden jedoch auch andere Motoren, beispielsweise von Lycoming, verwendet.

### Versionsübersicht
Die folgende Tabelle zeigt eine Übersicht über die in Serie gefertigten Grundtypen. Einzelstücke und Amateurbauten werden – mit Ausnahme der ursprünglichen Jodel-Robin – nicht berücksichtigt.
| Bezeichnung | Name          | Hersteller   | Motor              | Leistung | Merkmale und Anmerkungen |
| ----------- | ------------- | ------------ | ------------------ | -------- | --- |
| –           | Jodel-Robin   | Pierre Robin | Continental C-90   | 90 PS    | Prototyp, zugelassen als Amateurbau                                                                                            |
| DR 100      | –             | CEA          | Continental C-90   | 90 PS    | Prototyp für die Serienproduktion                                                                                              |
| DR 100A     | –             | CEA, SAN     | Continental C-90   | 90 PS    | Vorserienmodell |
| DR 105      | Ambassadeur   | CEA          | Continental O-200A | 100 PS   | erstmals hydraulische Radbremsen                                                                                               |
| DR 105A     | Ambassadeur   | CEA, SAN     | Continental O-200A | 100 PS   | erstmals hydraulische Radbremsen                                                                                               |
| DR 1050     | Ambassadeur   | CEA, SAN     | Continental O-200A | 100 PS   | |
| DR 1051     | Ambassadeur   | CEA, SAN     | Potez 4E20         | 105 PS   | |
| DR 1050     | Sicile        | CEA          | Continental O-200A | 100 PS   | erstmals aerodynamisch verbesserte Radverkleidungen                                                                            |
| DR 1051     | Sicile        | CEA          | Potez 4E20         | 105 PS   | erstmals aerodynamisch verbesserte Radverkleidungen                                                                            |
| DR 1050 M   | Excellence    | SAN          | Continental O-200A | 100 PS   | - Wölbklappen - angeschrägte Seitenflosse - Pendel-Höhenruder                                                                  |
| DR 1051 M   | Excellence    | SAN          | Potez 4E20         | 105 PS   | - Wölbklappen - angeschrägte Seitenflosse - Pendel-Höhenruder                                                                  |
| DR 1050 MM1 | Sicile-Record | CEA          | Continental O-200A | 100 PS   | - angeschrägte Seitenflosse mit ausgerundetem Übergang zum Rumpf - Pendel-Höhenruder - gelegentlich auch nur als M1 bezeichnet |
| DR 1051 MM1 | Sicile-Record | CEA          | Potez 4E20         | 105 PS   | - angeschrägte Seitenflosse mit ausgerundetem Übergang zum Rumpf - Pendel-Höhenruder - gelegentlich auch nur als M1 bezeichnet |

Da Robin neben fertigen Flugzeugen auch Baupläne für den Eigenbau verkaufte, entstanden zahlreiche Variationen der Grundmodelle. So fertigte beispielsweise der Australier Frank Rogers Baupläne und Zeichnungen in englischer Sprache an, die die DR 100 dort unter den Namen Sky King und Sky Queen bekannt werden ließen. Die folgende Liste einzelner Varianten zeigt einige Beispiele für Variationen durch Amateurbauer, sie erhebt keinen Anspruch auf Vollständigkeit.
DR 1050 MT
Variante der Excellence mit Bugradfahrwerk, das T steht für tricycle
DR 1052 M Excellence
Variante der Excellence mit Lycoming O-235 (115 PS)
DR 1053 M Excellence
Variante der Excellence mit 120-PS-Lycoming-Motor
Sky Queen
Frank Rogers’ Variante der DR 1050
Sky King
Frank Rogers’ Variante der DR 1050 M

### Technische Daten
| Kenngröße                             | Jodel-Robin                                | Ambassadeur                                | Sicile                                     | Excellence                                 | Sicile-Record                              |
| ------------------------------------- | ------------------------------------------ | ------------------------------------------ | ------------------------------------------ | ------------------------------------------ | ------------------------------------------ |
| Besatzung                             | 1 Pilot                                    | 1 Pilot                                    | 1 Pilot                                    | 1 Pilot                                    | 1 Pilot                                    |
| Passagiere                            | 2 Erwachsene oder 1 Erwachsener + 2 Kinder | 2 Erwachsene oder 1 Erwachsener + 2 Kinder | 2 Erwachsene oder 1 Erwachsener + 2 Kinder | 2 Erwachsene oder 1 Erwachsener + 2 Kinder | 2 Erwachsene oder 1 Erwachsener + 2 Kinder |
| Länge                                 | 6,55 m                                     | 6,35 m                                     | 6,35 m                                     | 6,35 m                                     | 6,35 m                                     |
| Spannweite                            | 8,72 m                                     | 8,72 m                                     | 8,72 m                                     | 8,72 m                                     | 8,72 m                                     |
| Höhe                                  | ?                                          | 1,77 m                                     | 1,77 m                                     | 1,77 m                                     | 1,77 m                                     |
| Flügelfläche                          | 13,6 m²                                    | 13,6 m²                                    | 13,6 m²                                    | 13,6 m²                                    | 13,6 m²                                    |
| Flügelstreckung                       | 5,6                                        | 5,6                                        | 5,6                                        | 5,6                                        | 5,6                                        |
| Leermasse                             | 360 kg                                     | 400 kg                                     | 410 kg                                     | 440 kg                                     | 420 kg                                     |
| Gesamtmasse                           | 700 kg                                     | k. A.                                      | k. A.                                      | k. A.                                      | k. A.                                      |
| max. Startmasse                       | k. A.                                      | 750 kg                                     | 770 kg                                     | 780 kg                                     | 780 kg                                     |
| Reisegeschwindigkeit                  | 190 km/h                                   | 200 km/h                                   | 215 km/h                                   | 220 km/h                                   | 230 km/h                                   |
| Höchstgeschwindigkeit                 | 210 km/h                                   | 215 km/h                                   | 230 km/h                                   | 240 km/h                                   | 250 km/h                                   |
| VNE (höchstzulässige Geschwindigkeit) | 270 km/h                                   | 270 km/h                                   | 270 km/h                                   | 270 km/h                                   | 270 km/h                                   |
| Dienstgipfelhöhe                      | k. A.                                      | 4500 m                                     | 4500 m                                     | 4500 m                                     | 4500 m                                     |
| Tankinhalt                            | k. A.                                      | 110 l                                      | 110 l                                      | 110 l                                      | 106 l                                      |
| Reichweite                            | 1000 km                                    | 1050 km                                    | 1000 km                                    | 1000 km                                    | 1000 km                                    |
| Triebwerke                            | siehe Versionsübersicht                    | siehe Versionsübersicht                    | siehe Versionsübersicht                    | siehe Versionsübersicht                    | siehe Versionsübersicht                    |